# Boyd (Minnesota)
Boyd – miasto w Stanach Zjednoczonych, w stanie Minnesota, w hrabstwie Lac qui Parle.